# Vitpannad vitstjärt
Vitpannad vitstjärt (Myioborus albifrons) är en fågel i familjen skogssångare inom ordningen tättingar.

## Utbredning och systematik
Fågeln förekommer i Anderna i västra Venezuela (Trujillo, Táchira och Merida). Den behandlas som monotypisk, det vill säga att den inte delas in i några underarter.

## Status
IUCN kategoriserar arten som nära hotad.